# 多布雷波列市鎮

多布雷波列市鎮，是斯洛文尼亞南部的一個市镇，行政中心为維代姆。傳統上屬於克拉尼斯卡地區。市镇面積为95平方公里，2002年人口数量为3,544人，人口密度每平方公里37人。